# Qaryat al-Faw

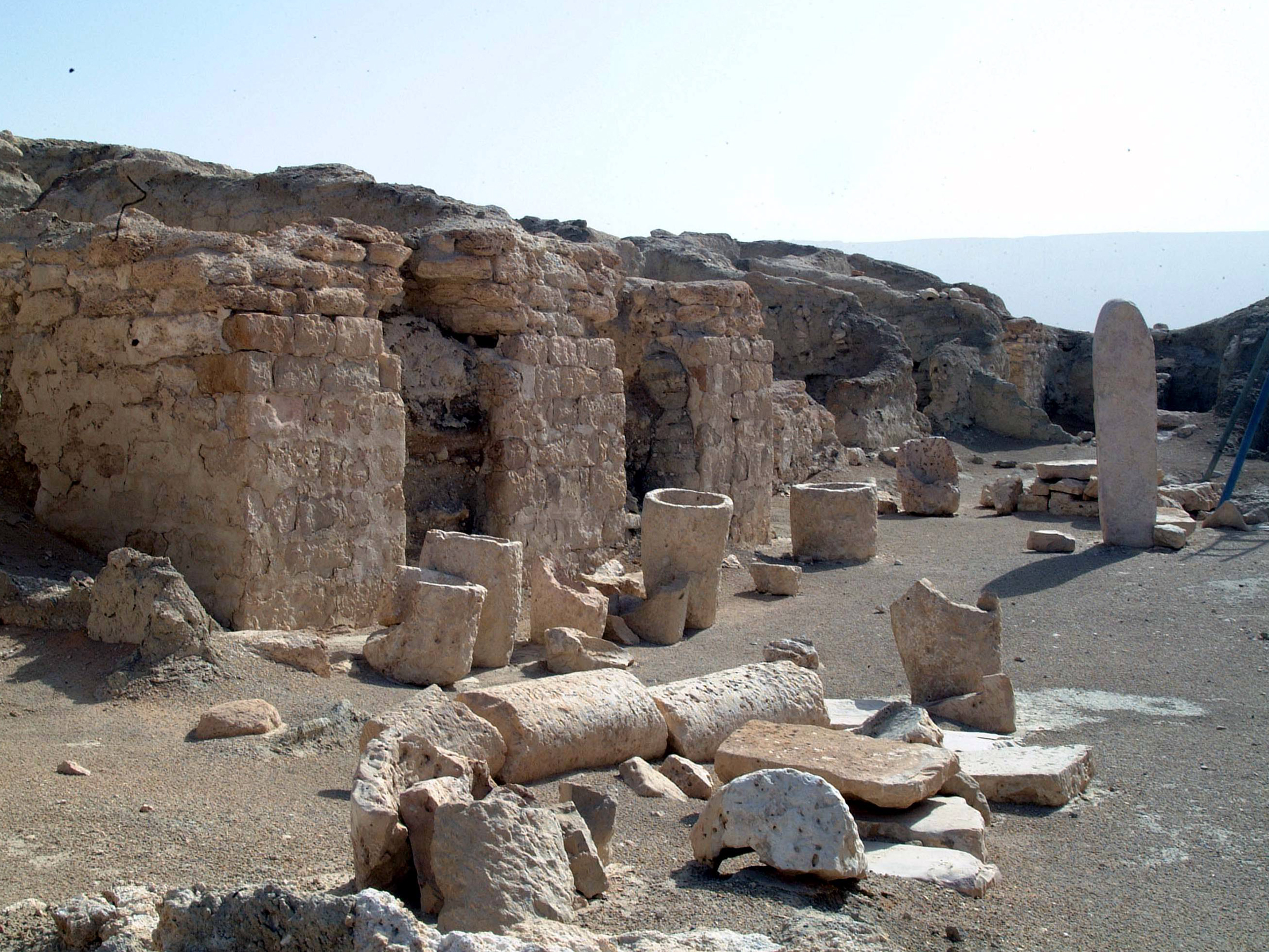

Qaryat al-Faw (Arabisch: قرية الفاو) was de hoofdstad van het eerste Kindah-koninkrijk. Het ligt ongeveer 100 km ten zuiden van Wadi ad-Dawasir en ongeveer 700 km ten zuidwesten van Riyad, de hoofdstad van Saoedi-Arabië. De archeologische vindplaats Al Faw onthult verschillende kenmerken, zoals woonhuizen, markten, wegen, begraafplaatsen, tempels en waterputten.
Het is de vindplaats van een oude Arabische inscriptie uit de 1e eeuw voor Christus, geschreven in het oude Zuid-Arabische schrift, een van de oudste in zijn soort in Zuid-Arabië.

## Geschiedenis
Volgens archeologische opgravingen dateert de stad uit de vierde eeuw voor Christus. De stad was oorspronkelijk bekend volgens het corpus van inscripties op de site als Qaryat Dhu Kahl. Kahl was de belangrijkste godheid die werd aanbeden door de Arabische stammen Kindah en Madh'hij. Het is ook bekend onder de namen Qaryat al-Hamraa (Rode Stad) en Dhat al-Jnan (Stad van Tuinen), toegeschreven aan de inwoners die leefden in de meest welvarende periode.
De gouden eeuw van de stad strekte zich uit over bijna acht eeuwen tussen de 4e eeuw voor Christus en de 4e eeuw na Christus voordat het werd verlaten. In zijn lange periode overleefde de stad verschillende aanvallen van naburige staten, zoals gesuggereerd door Sabaean-verslagen uit de late 2e eeuw na Christus. Ook de inscriptie van Namara vermeldt de expeditie van Imru' al-Qays ibn 'Amr naar Najran, waar hij Qaryat al-Faw bereikte en de heersende stam van Madh'hij uit de stad verdreef. Het werd na dat incident nooit meer genoemd, behalve in een kort verslag van al-Hamdani.
Archeologische opgravingen onthulden dat de stad zich ontwikkelde van een klein etappeplaats voor karavanen tot een belangrijk commercieel, religieus en stedelijk centrum in centraal Arabië, aangeduid als Nadjd.

## Architectuur
Het dorp Al Faw ligt aan de noordwestelijke grens van Het Lege Kwartier en ligt dus aan de handelsroute die het zuiden van het Arabische schiereiland met het noordoosten verbindt. Al Faw was een belangrijk handelsknooppunt en had meer dan zeventien waterputten.

## Ontdekking
De belangstelling voor Qaryat al-Fāw als archeologische vindplaats gaat terug tot de jaren 1940 toen er een verwijzing naar werd gemaakt door enkele arbeiders van de Saoedische oliemaatschappij Aramco. In 1952 bezochten drie medewerkers van het bedrijf de stad en schreven erover. In 1996 werd het dorp bezocht door een expert van het agentschap Oudheden en Musea. In 1976 werd het eerst bezocht door de Vereniging voor Geschiedenis en Oudheden van de King Saud Universiteit in Riyad en vervolgens door het Departement van Antiquiteiten en Musea, beide met als doel de site te bestuderen en meer specifiek, om de locatie van de stad te identificeren. De werkzaamheden vonden plaats tussen 1972 en 1995. Archeologische opgravingen werden van 1970 tot 2003 uitgevoerd door een team van de King Saud Universiteit en legden twee belangrijke sectoren van de stad bloot. De eerste was een woonwijk, bestaande uit huizen, pleinen, straten en een marktplaats, terwijl de tweede een heilig gebied was, bestaande uit tempels en graven. Het algemene architecturale plan is zeer indicatief voor pre-islamitische steden in Arabië. Abdulrahman al-Ansary, voormalig hoogleraar archeologie aan de King Saud Universiteit in Riyad en lid van de adviesraad van Saoedi-Arabië en van de commissie voor onderwijs van de Raad, wordt beschouwd als de grondlegger van de herontdekking van de stad Qaryat al-Fāw.

## 21e eeuw
Vanaf 1 januari 2014 is het terrein volledig omheind door de Saoedische regering ter bescherming tegen plunderaars. Op de site vindt men meerdere graven van de Nobelmannen en Warrior-klasse langs de oostelijke periferie. Het graf van de koning bevindt zich enigszins gescheiden en ten noordwesten van de stad. De marktplaats vertoont aanzienlijke erosie van de muren, die bijna een heel verhaal van de eens 3 of 4 niveau kunstgreep hebben begraven. Restanten van graanopslag en bakovens zijn nog steeds te zien. Ten oosten van de stad ligt een grote jebel, met belangrijke grotten en rotstekeningen.

## Inschrijving op de UNESCO werelderfgoedlijst
Op 27 juli 2024 werd "Het cultuurlandschap van het archeologische gebied al-Faw" in de regio Riyad tijdens de 46e sessie van de UNESCO Commissie voor het Werelderfgoed erkend als cultuurerfgoed en bijgeschreven op de werelderfgoedlijst, met als motivatie: 
Gelegen op een strategisch punt van de oude handelsroutes van het Arabische schiereiland, werd het pand rond de 5e eeuw abrupt verlaten. Er zijn bijna 12.000 archeologische overblijfselen gevonden, die zich uitstrekken van de prehistorie tot het late pre-islamitische tijdperk, die getuigen van de opeenvolgende bezetting door drie verschillende bevolkingsgroepen en hun aanpassing aan de evoluerende milieuomstandigheden. Archeologische kenmerken zijn onder meer de paleolithische en neolithische werktuigen van vroege mensen, taps toelopende structuren, cairns en cirkelvormige constructies, de heilige berg Khashm Qaryah, rotstekeningen, grafheuvels en cairns in de vallei, forten/karavanserai, de oase en zijn oude waterbeheersysteem, en de overblijfselen van de stad Qaryat al-Faw.— 

## Galerij
Beelden en muurschilderijen uit Qaryat al-Faw tentoongesteld op tijdelijke tentoonstelling in het Berlijnse Pergamonmuseum.

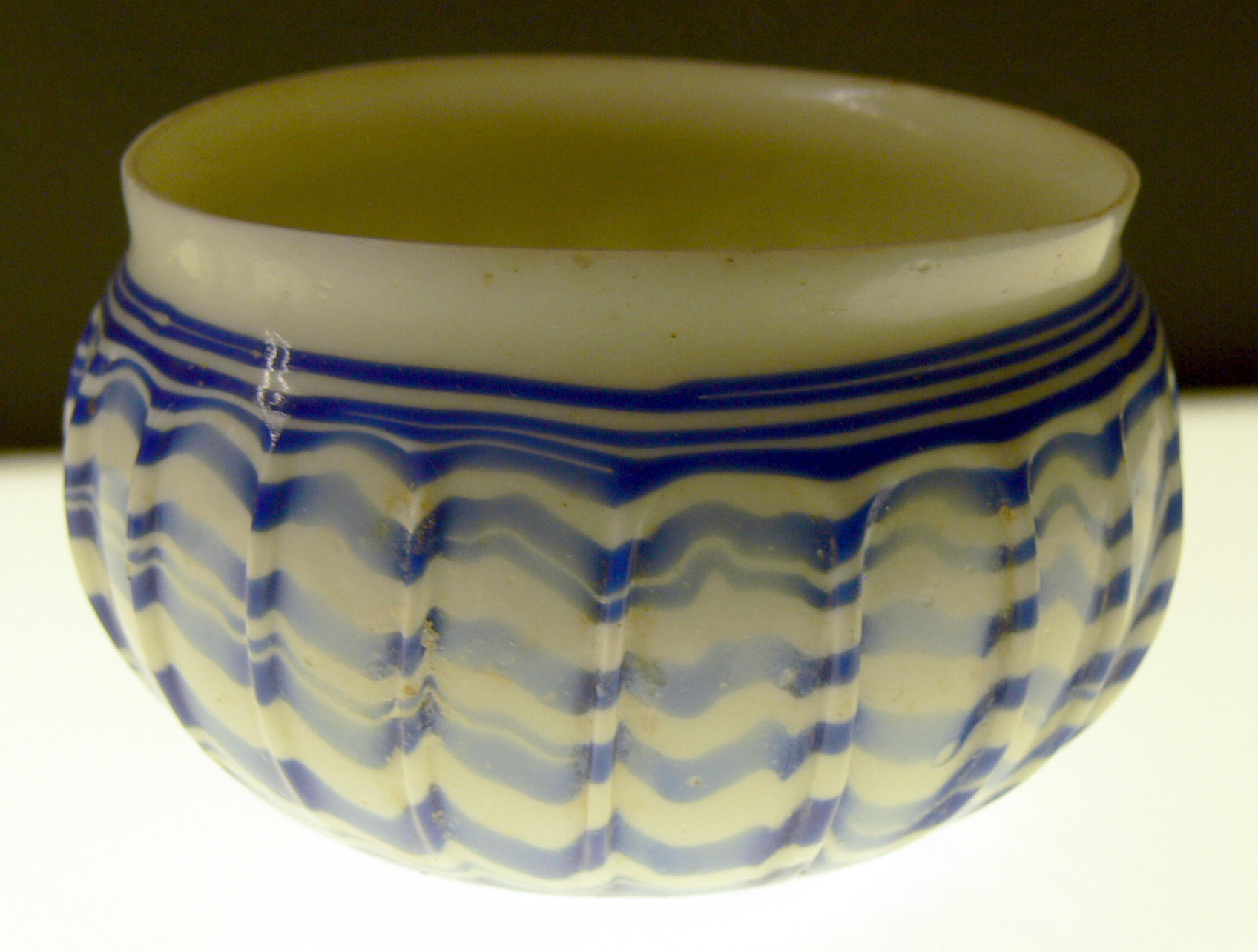
holle glazen kom uit de 1e eeuw voor Christus
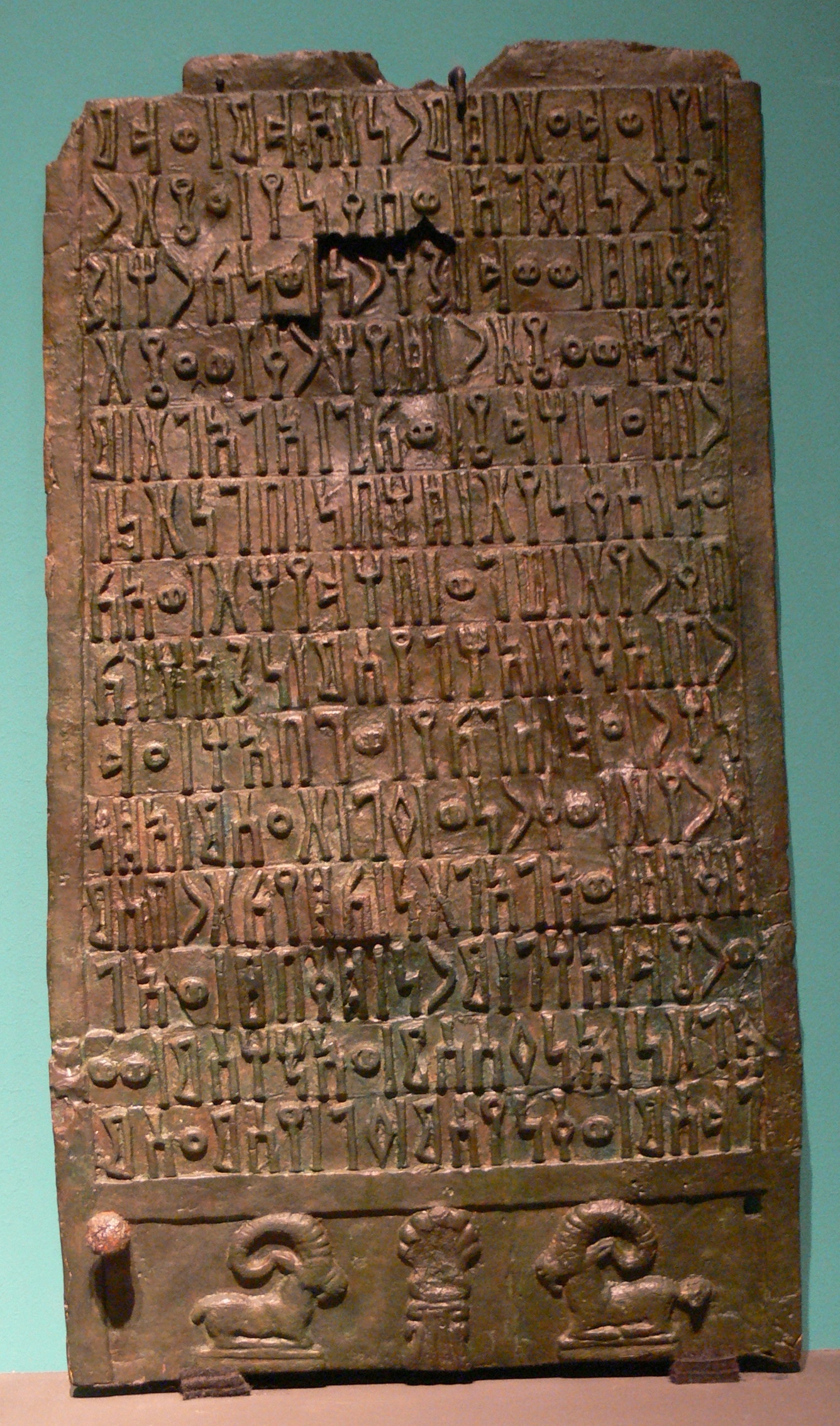
Plaquette met een Ma'inische inscriptie en twee steenbokken (1e eeuw v.Chr. - 1e eeuw n.Chr.)
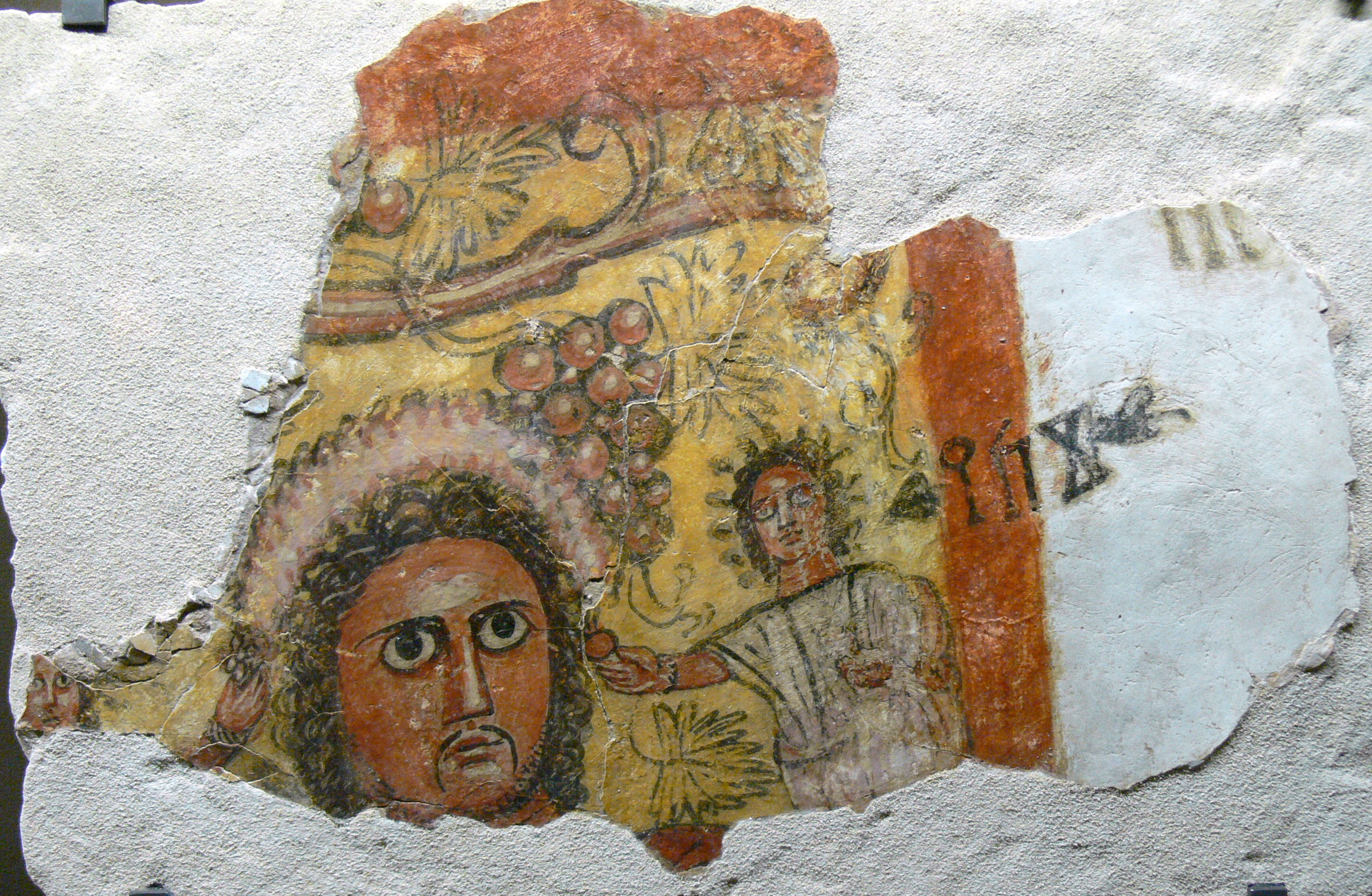
Fragment van een muurschildering met het hoofd van een man en een Oud-Zuid-Arabische inscriptie, waarschijnlijk een banketscène (1e/2e eeuw na Christus)
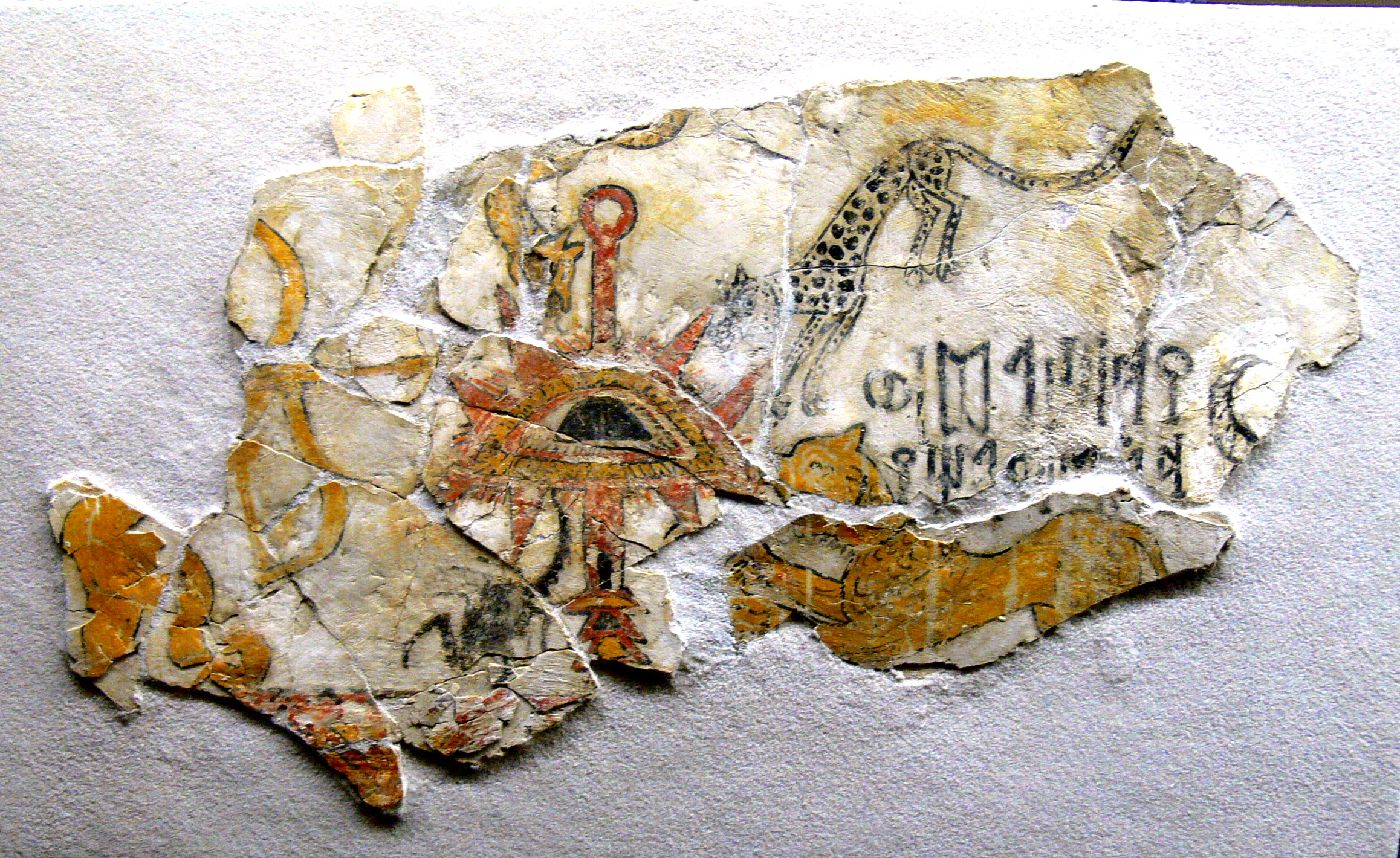
Fragment van een muurschildering met zodiakaal motief (1e-3e eeuw na Christus)
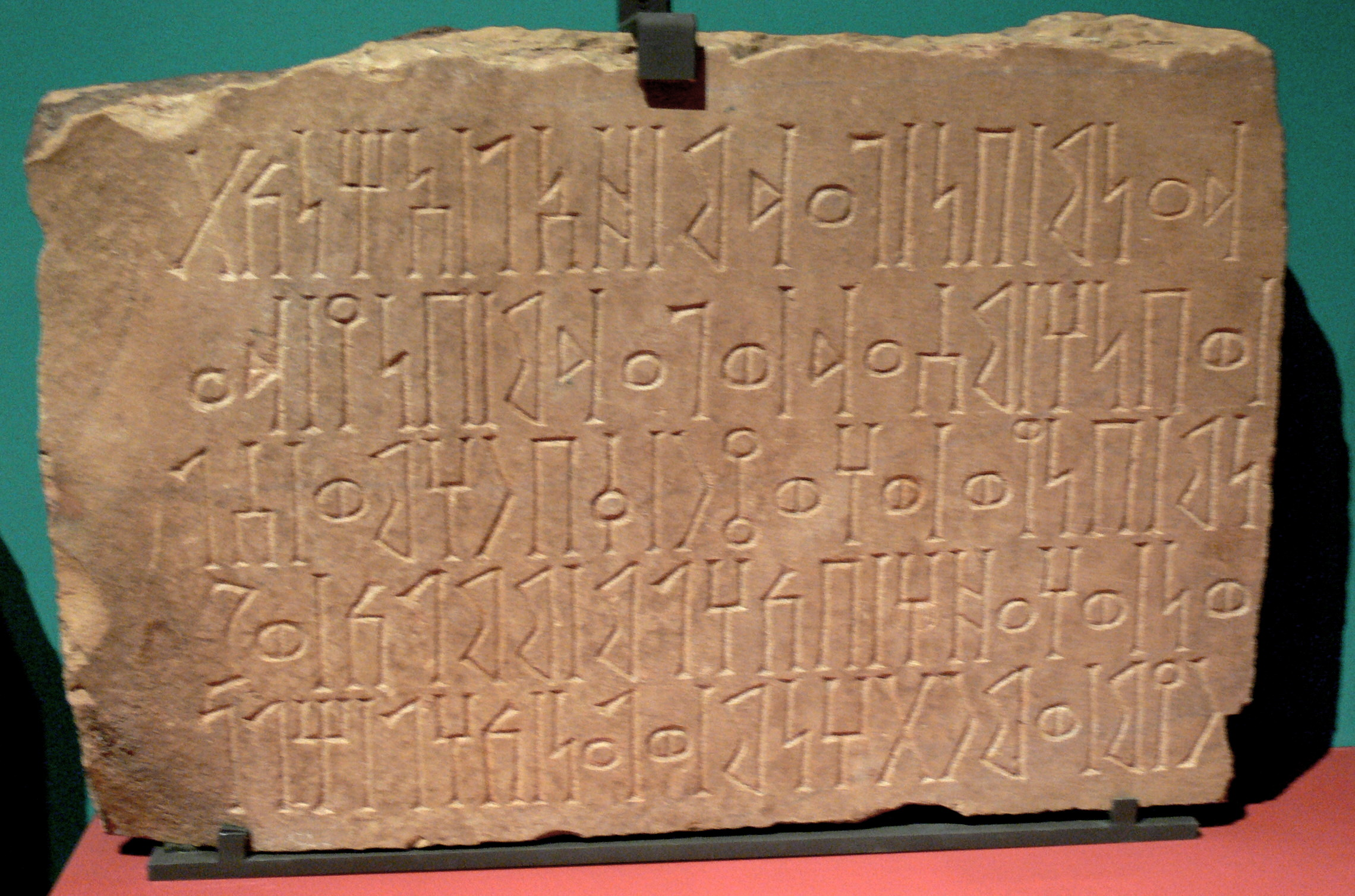
Stenen plaquette met Sabaïsche inscriptie van donatie voor een mausoleum (1e eeuw v.Chr.)
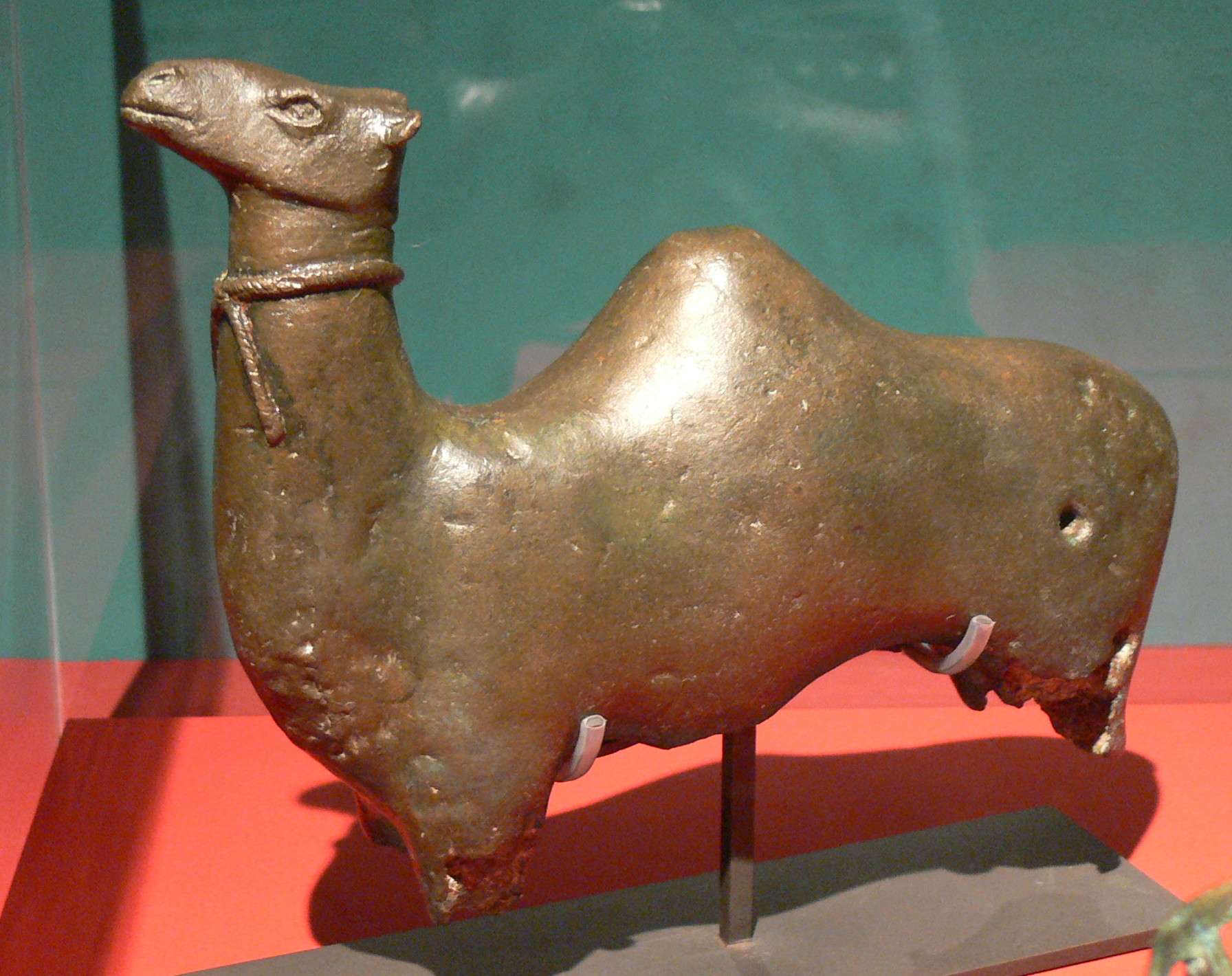
Standbeeld van een dromedaris (2e eeuw v.Chr. - 2e eeuw n.Chr.)